# Thoroughbred (film 1936)
Thoroughbred è un film del 1936 diretto da Ken G. Hall.

## Produzione
Il film fu prodotto dalla Cinesound Productions Limited e venne girato nei teatri di posa della Cinesound Studios di Bondi Junction, a Sydney.

## Distribuzione
Fu distribuito dalla British Empire Films e dalla Z.